# Кернвил (Калифорнија)
Кернвил (енгл. Kernville) насељено је место без административног статуса у америчкој савезној држави Калифорнија.

## Демографија
По попису из 2010. године број становника је 1.395, што је 341 (-19,6%) становника мање него 2000. године.
| Група             | 2000.         | 2010.         |
| Белци             | 1.476 (85,0%) | 1.218 (87,3%) |
| Афроамериканци    | 21 (1,2%)     | 1 (0,1%)      |
| Азијати           | 12 (0,7%)     | 7 (0,5%)      |
| Хиспаноамериканци | 142 (8,2%)    | 82 (5,9%)     |
| Укупно            | 1.736         | 1.395         |